# Bursztyn dominikański

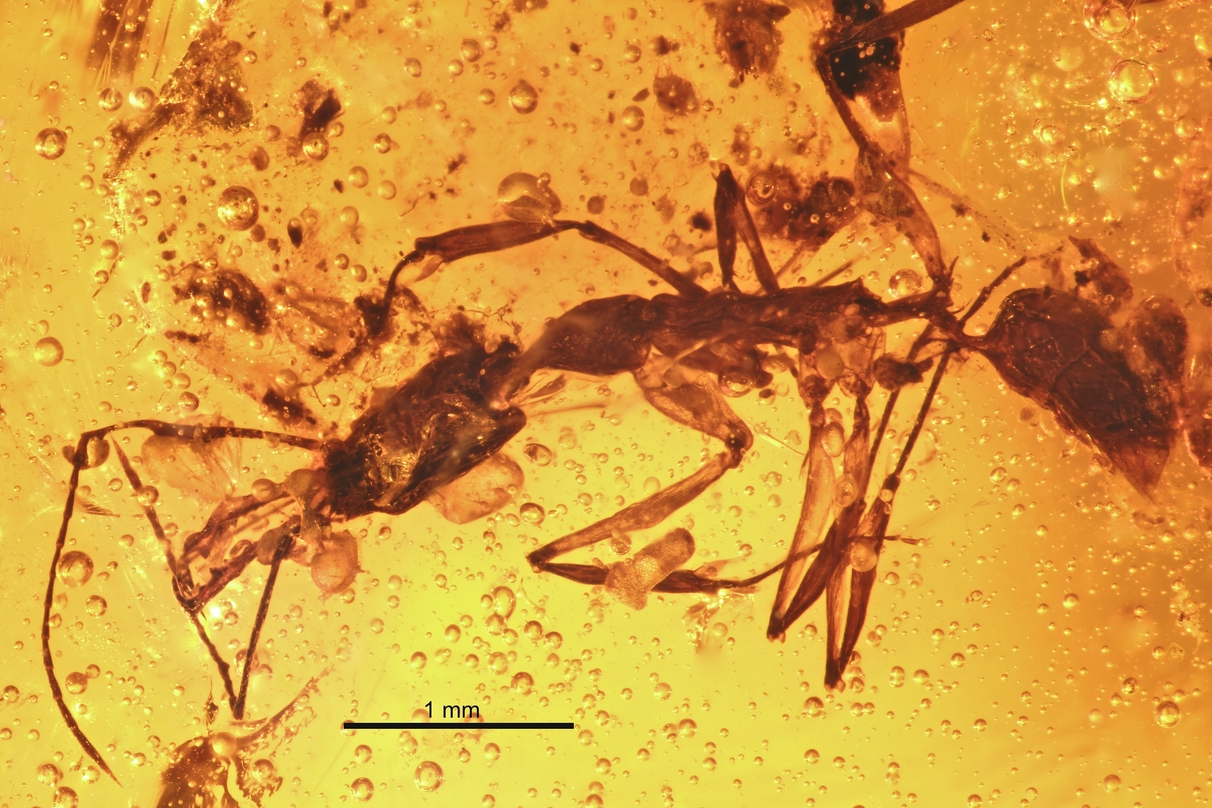
Mrówka Anochetus intermedius w bursztynie dominikańskim

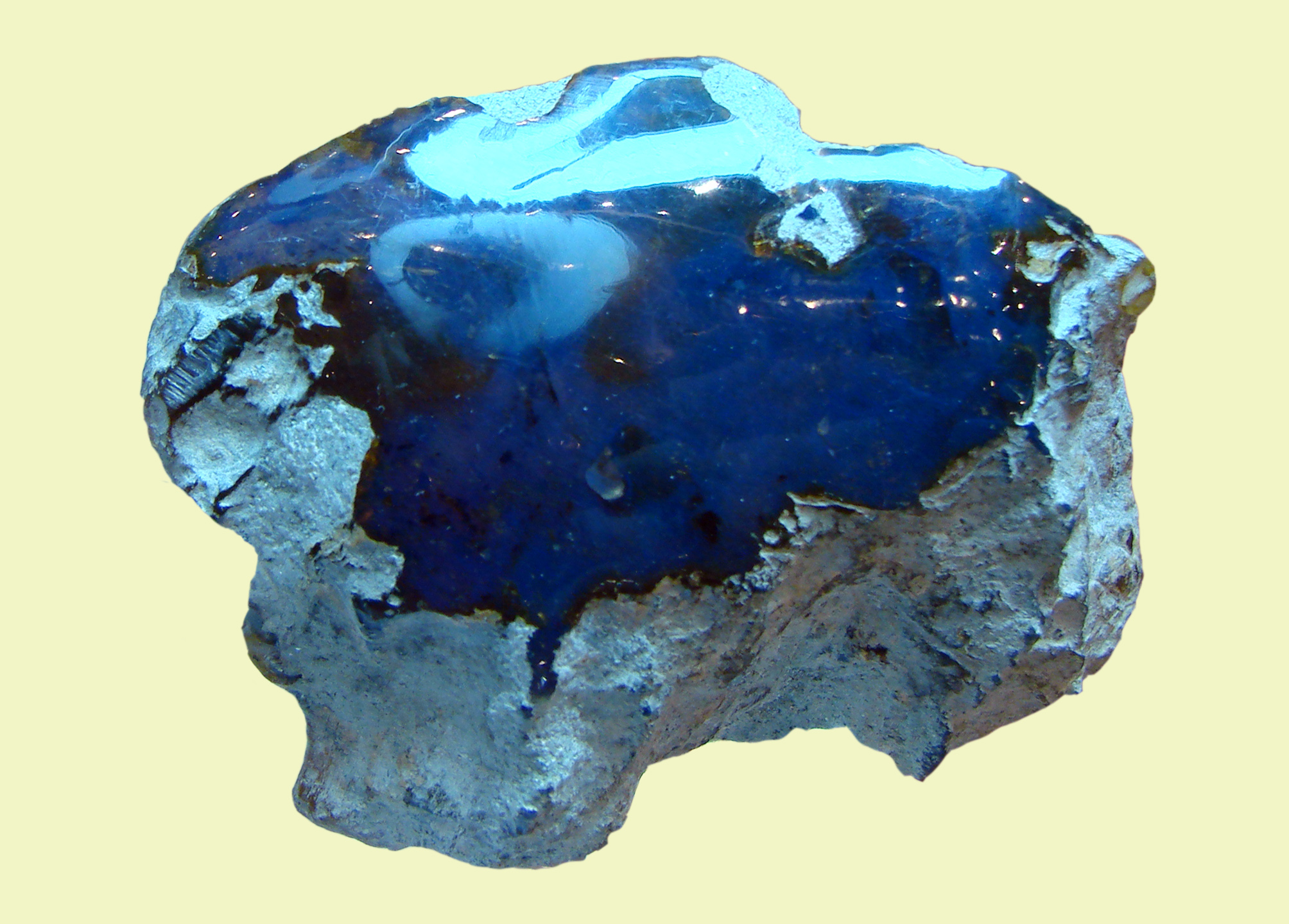
Niebieski bursztyn z Dominikany

Bursztyn dominikański – bursztyn występujący we wschodniej i środkowej części wyspy Haiti, na terenie państwa Dominikana.
Cechuje się obniżoną zawartością (poniżej 3%) kwasu bursztynowego, toteż zalicza się go do retynitu. Przeważnie ma barwę żółtą, znana jest też znacznie rzadsza odmiana o niebieskiej fluorescencji, tzw. niebieski bursztyn. Zwykle cechuje się dużą przezroczystością. Zawiera bardzo liczne (liczniejsze niż w bursztynie bałtyckim) i dobrze zachowane skamieniałości, przede wszystkim owadów i pajęczaków, ale znaleziono też w nim jaszczurki i żaby oraz liczniejsze niż w bursztynie bałtyckim dobrze zachowane części roślin.
Badania składu bursztynu dominikańskiego i inkluzji roślinnych wykazały, że prawdopodobnie utworzył się on z żywicy drzew z rodziny bobowatych z rodzaju Hymenaea, z wymarłego gatunku Hymenaea protera.
Wydobywany jest z osadów wieku oligoceńskiego i mioceńskiego w dwóch pasmach górskich: Cordillera Septentrional i Cordillera Oriental (złoża autochtoniczne) oraz z dwóch małych redeponowanych złóż na nizinach w pobliżu Cordillera Oriental.
Znany był miejscowej ludności indiańskiej przed przybyciem Kolumba, a w Europie pojawił się tuż po II wojnie światowej. Obecnie wydobywany na potrzeby jubilerskie.
Bursztynowi dominikańskiemu poświęcone jest muzeum w Puerto Plata.